# 刘铮 (化学家)
刘铮（1964年6月—），清华大学化学工程系教授，博士生导师，长江学者特聘教授，主要从事生物化工、蛋白质构象转化和固定化酶技术等领域的研究。刘铮还担任中国化工学会生物化工专业委员会副主任，曾获得中国国务院政府特殊津贴。